# Kertinge
Kertinge er en landsby på Fyn med 274 indbyggere  (2024), beliggende 9 km syd for Munkebo, 15 km øst for Odense og 7 km sydvest for Kerteminde. Den var tidligere en landsby, men betragtes fra 1. januar 2010 som sammenvokset med nabolandsbyen Kølstrup mod syd. Dermed nåede den over 200 indbyggere, som er Danmarks Statistiks kriterium for en by. Byen hører til Kerteminde Kommune og ligger i Region Syddanmark.
Kertinge hører til Kølstrup Sogn, men har ifølge målebordsblade og nyere kort været sognets største landsby. Kølstrup Kirke ligger i bydelen Kølstrup. I nærheden af Kertinge ligger byen Munkebo, Ulriksholm Slot og Vikingemuseet Ladby.

## Faciliteter
Nymarksskolen blev i 1961-63 opført af Rynkeby og Kølstrup sogne på bar mark 3 km syd for Kertinge. Siden 2011 har skole, SFO og børnehave været én institution under navnet Nymarken Skole og Børnehus. Skolen har 367 elever, fordelt på 0.-9. klassetrin, og er også overbygningsskole for Marslev Skole. Børnehaven er normeret til 70 børn. Ved skolen ligger også Nymarkshallen, hvor områdets idrætsforeninger holder til.